# Aura an der Saale
Aura an der Saale este o comună aflată în districtul Bad Kissingen, landul Bavaria, Germania.